# Der Zweemann
Der Zweemann, Untertitel Monatsblätter für Dichtung und Kunst,  war eine spät-expressionistisch-dadaistische Zeitschrift, die von November 1919 bis August 1920 im Zweemann-Verlag von Robert Goldschmidt und Fritz Jacobsen erschien.
Herausgeber waren Christof Spengemann, Friedrich Wilhelm Wagner und Hans Schiebelhuth. Mitarbeiter waren unter anderem Kurt Schwitters, Paul Steegemann, Curt Habicht, Salomo Friedländer (Künstlername „Mynona“) und Alfred Henschke (Künstlername „Klabund“). Die Zeitschrift erschien in acht Ausgaben, parallel zu fünfzehn Büchern aus dem Zweemann-Verlag. Eine Zweemann-Ausstellung mit zeitgenössischen hannoverschen Künstlern fand im Januar 1920 statt. 1932 wurde – erfolglos – der Versuch gestartet, die Zeitschrift wiederzubeleben.
Ein Nachdruck erschien 1969 durch Kraus Reprint.